# سارة القوطية
سارة القوطية هي حفيدة الملك القوطي غيطشة من ابنه ألموندو، وإليها تنتمي بعض العوائل الأندلسية المهمة.

## سيرة
هي ابنة ألموندو، أحد أبناء الملك غيطشة الثلاثة. وتعتبر شخصيتها بعد دخول المسلمين هسبانيا (الأندلس) أحد أهم الأمثلة على أسلمة نسل النبلاء القوط الغربيين القديم.
ذكر قصتها وقصة عائلتها التي تأسست في إشبيلية من حفيد حفيدها الكبير المؤرخ الأندلسي الكبير ابن القوطية. ووفقا للروايات فإن أرملة غيطشة قد حكمت بعد وفاة زوجها سنة 91هـ الموافق لسنة 710م، ذلك لأن ابنه وخليفته أخيلا امتنع عن الذهاب إلى طليطلة لاستلام الحكم، وظل قابعا في مقر حكمه في الشمال، فاضطرت والدته إلى ملء الفراغ فأدارت شؤون العامة بِمُساعدة أخي زوجها المطران أرطباس (أوپاس)، لكن النبلاء ورجال الدين رفضوا تقديم الولاء لهذه الأُسرة الحاكمة، وأعلنوا عدم الخضوع للصبي أخيلا، كما خشوا من استبداد الوصي بالحكم؛ فامتنعوا عن طاعته، واستقلَّ بعضهم في الأطراف والنواحي، وسادت الفوضى والتمرد في البلاد. وخوفا من بطش المعارضة فرت الأُسرة الحاكمة إلى مقاطعة جليقة في الشمال الغربي من البلاد، فخلت السلطة السياسية. عندئذ اجتمع كبار النبلاء ورجال الدين واختاروا لذريق خليفة لغيطشة. الذي هزمه المسلمون في معركة وادي لكة مستهلين فتح الأندلس بعدها.
وفقًا لابن القوطية، وفإن الاتفاقيات التي أعطيت في الأندلس في ذلك الوقت، بحيث نالت عائلة ألموندو على أرض إشبيلية في أقصى غرب الوادي الكبير وأرتوباس قرطبة (سميت صفايا الملوك). عند وفاة ألموندو، انتزع شقيقه أرتوباس الميراث من أبناء أخيه. فذهبت سارة وإخوانها إلى دمشق لعرض قضيتهم على الخليفة هشام. وهناك لم يمنحها الخليفة ماطلبت فحسب، بل وزوجها لعيسى بن مزاحم الذي عاد معهم إلى الأندلس ولديه طفلان منها. وقد التقت سارة في دمشق بأحد أفراد الأسرة الأموية وهو عبد الرحمن بن معاوية الذي تمكن من إقامة اتصالات مع النخبة الأندلسية التي سمحت له في نهاية المطاف بأن يصبح أمير قرطبة سنة 756. ثم أول أمير مستقل عن الدولة العباسية.
وبعد وفاة عيسى بن مزاحم تزوجت من خلال الأمير عبد الرحمن بن معاوية من عمير بن سعيد اللخمي أحد قادة الجيش الأموي. من هذا الزواج الجديد ولد حبيب بن عمير، وحفيده إبراهيم بن حجاج اللخمي حاكم إشبيلية. وتنحدر من تلك الزيجة العائلات الإشبيلية المهمة في بنو حجاج وبنو مسلمة وغيرها من الأسر.